# スマーフ (アニメーション)
『スマーフ』（原題：The Smurfs）は、アメリカ合衆国のテレビアニメ。ハンナ・バーベラ・プロダクションが制作し、1981年から1989年までNBCにて全256話+SP6話が放送された。

## 概要
制作当時、フランス語圏で出版中だった同名のバンド・デシネを原作とした作品。放送の数年前からアメリカ国内で徐々に『スマーフ』の人気が高まっていたことを受けて本作の企画が進められた。放送開始直後から高視聴率を記録した本作は、開始当初の週1時間の放送に30分を追加した3話連続放送や毎年特番の制作・放送の敢行を実現し、当時としては異例の8年に渡る放送年数で200話以上の放送が行われた。
初期の話は原作から採られた要素で構成していたが次第に原作のストックが無くなったことで途中から本作独自の要素が増加されていき、最終シーズンではアイデアの枯渇による影響から従来の森から舞台を変更してスマーフがタイムトラベルで過去へ飛ぶなどの話も導入された。

## 日本での展開
日本ではテレビ東京系で1985年10月14日から1986年3月31日まで『小さな森の精 あいあむ!スマーフ』の題でシーズン1のみが放送された。現在はYouTubeのスマーフ日本版公式チャンネルで日本語吹き替え版のエピソードが公開されており、ネットフリックスでも配信されている。

## 主な登場キャラクター
声優は日本語吹き替え版。
- パパスマーフ（Papa Smurf） - 声優：水鳥鐵夫[1]
- スマーフェット（Smurfette） - 声優：川村万梨阿
- ブレイニー（Brainy Smurf） - 声優：坂本千夏
- ヘフティ（Hefty Smurf） - 声優：向殿あさみ
- クラムジー（Clumsy Smurf） - 声優：龍田直樹
- ジョーキー（Jokey Smurf） - 声優：沢田和猫
- グリーディ（Greedy Smurf） - 声優：富沢美智恵
- グラウチー（Grouchy Smurf） - 声優：二又一成
- ハンディ（Handy Smurf） - 声優：南央美[2]
- ハーモニー（Harmony Smurf） - 声優：小粥よう子
- ガーガメル（Gargamel） - 声優：緒方賢一
- アズレール（Azrael） - 声優：千葉繁

## 主題歌
- オープニング「ラ・ラ・ソング」（原語版シーズン2 - 9、フランス版、TX版）

作詞 - ウィリアム・ハンナ、ジョセフ・バーベラ、ホイト・カーテン/作曲 - ホイト・カーテン
- オープニング「スマーフィー・ウェイ」（原語版シーズン1、各国放送版）

## スタッフ
- 原作 - ペヨ、イヴァン・デルポルテ（『スマーフ』）
- 製作総指揮 - ウィリアム・ハンナ、ジョセフ・バーベラ、フレディ・モニッケンダム
- 企画プロデューサー→企画デザイン - イワオ・タカモト
- 音楽 - ホイト・カーティン、クラーク・ガスマン
- 制作協力 - 宏廣動画、テイクワン（表記名 - ラリー・スミス）、東映動画
- 製作 -  ハンナ・バーベラ・プロダクション、 セップ・インターナショナル→ラフィグ

### 日本語版
- 音響監督 - 山崎宏
- 音響担当 - E&M、プランニングセンター
- 翻訳 - うえのふさこ
- 録音 - 整音スタジオ
- 日本語版制作 - テレビ東京、旭通信社、トップクラフト

## 各話リスト
| 話数 | 話数   | 邦題                                       | 原題                                                | 放送日           | 放送日          |
| ---- | ------ | ------------------------------------------ | --------------------------------------------------- | ---------------- | --------------- |
| 1    | 21     | スマーフェットにご用心                     | The Smurfette                                       | 1981年 11月21日  | 1985年 10月14日 |
| 2    | 6B     | スマーフの怪鳥退治                         | The Smurfs and the Howlibird                        | 9月26日          | 10月21日        |
| 3    | 7      | スマーフスープ                             | Soup a La Smurf                                     | 10月3日          | 10月28日        |
| 4    | 1      | スマーフの宇宙旅行                         | The Astrosmurf                                      | 9月12日          | 11月4日         |
| 5    | 5      | スマーフの大変身                           | Bewitched, Bothered, And Be-Smurfed                 | 9月26日          | 11月11日        |
| 6    | 3      | スマーフとドラゴン                         | St. Smurf and the Dragon                            | 9月19日          | 11月18日        |
| 7    | 9      | ロミオとスマーフェット                     | Romeo and Smurfette                                 | 10月10日         | 11月25日        |
| 8    | 25B    | スマーフェットのダンスシューズ             | Smurfette's Dancing Shoes                           | 12月5日          | 12月2日         |
| 9    | 13     | あこがれの騎士                             | Sir Hefty                                           | 10月24日         | 12月9日         |
| 10   | 11     | スマーフのショービジネス                   | Sideshow Smurfs                                     | 10月17日         | 12月16日        |
| 11   | 15     | 放浪の芸術家                               | Painter and Poet                                    | 10月31日         | 12月23日        |
| 12   | 24     | ロボット・スマーフ大活躍                   | The Clockwork Smurf                                 | 11月28日         | 12月30日        |
| 13   | 17     | パパスマーフの願いごと                     | The Fountain of Smurf                               | 11月7日          | 1986年 1月2日   |
| 14   | 16     | スマーフとおばけやしき尻尾をかんじゃだめ   | Haunted SmurfPurple Smurfs                          | 10月31日         | 1月6日          |
| 15   | 23A2B  | ぼく、アイドルになりたい鏡よ、鏡!          | The Smurf's ApprenticeVanity Fare                   | 11月28日9月12日  | 1月13日         |
| 16   | 6A2A   | スマーフ王国うそつきスマーフ               | King SmurfJokey's Medecine                          | 9月26日9月12日   | 1月20日         |
| 17   | 25A8A  | スマーフのペット騒動スマーフェットの怖い夢 | Fuzzle TroubleAll That Glitters Isn't Smurf         | 12月5日10月3日   | 1月27日         |
| 18   | 1910B  | 100人目のスマーフスマーフ協奏曲            | The Hundredth SmurfSmurphony in 'C'                 | 11月14日10月10日 | 2月3日          |
| 19   | 4      | 謎のスマーフ大王魔法のビン                 | Sorcerer SmurfThe Magical Meanie                    | 9月19日          | 2月10日         |
| 20   | 23B8B  | 魔法のメガネスマーフの冒険旅行             | Smurf-Colored GlassesDreamy's Nightmare             | 11月28日10月3日  | 2月17日         |
| 21   | 10A12A | 魔法のタマゴスーパースマーフ               | The Magic EggSupersmurf                             | 10月10日10月17日 | 2月24日         |
| 22   | 14     | にせものスマーフベビー・スマーフ           | The Fake SmurfThe Baby Smurf                        | 10月24日         | 3月3日          |
| 23   | 18     | ジャイアントスマーフお天気製造機           | The Magnifying MixtureFoul Weather Smurf            | 11月7日          | 3月10日         |
| 24   | 22     | ひとり占めはいけません地底の人の水晶玉     | Spelunking SmurfsNow You Smurf 'Em, Now You Don't   | 11月21日         | 3月17日         |
| 25   | 20B26  | やさしいガーガメル大金持ちになる方法       | Gargamel, the GenerousThe Smurfs and the Money Tree | 11月14日12月5日  | 3月24日         |
| 26   | 12B20A | スマーフの夢の国雪男のお友達               | Paradise SmurfedThe Abominable Snowbeast            | 10月17日11月14日 | 3月31日         |

## 放送局
同時ネット
- テレビ東京（TX）
- テレビ大阪（TVO）
- テレビせとうち（TSC）

遅れネット
- 新潟総合テレビ（NST）土曜8時00分 - 8時30分[4]
- 東海テレビ（THK）土曜8時00分 - 8時30分[5]

これ以外にも、チバテレビ（1988年頃、水曜18時30分 - 19時00分）で再放送された例もある。

## その他
- テレビ東京での放送時は4%前後の視聴率が記録された[7]。
- 「スマーフスープ」はTX版とは異なる日本語吹き替え版が製作されており、そのバージョンが配信されている。
- ザッツTVグラフィティでは本作の日本版タイトルを『森のスマーフ』と記載している[8]。